# Torrubia de Soria
Torrubia de Soria es un municipio y localidad española de la provincia de Soria, en la comunidad autónoma de Castilla y León. El término municipal, ubicado en la comarca de Campo de Gómara y el partido judicial de Soria, tiene una población de 56 habitantes (INE 2024).

## Geografía

Término municipal.

Integrado en la comarca de Campo de Gómara, se sitúa a 38 kilómetros de Soria. El término municipal está atravesado por la carretera nacional N-234, entre los pK 309 y 315, además de por carreteras locales que permiten la comunicación con Portillo de Soria y Reznos. El relieve del municipio está definido por una meseta elevada con pequeñas sierras pertenecientes al Sistema Ibérico, como son la sierra del Costanazo y la sierra de Corija. Por el norte del territorio discurre el arroyo de la Vega. La altitud oscila entre los 1297 m (Costanazo) y los 1020 m al suroeste. El pueblo se alza a 1046 m sobre el nivel del mar. 
| Noroeste: Almenar de Soria                     | Norte: Almenar de Soria | Nordeste: Noviercas |
| Oeste: Portillo de Soria y Villaseca de Arciel |                         | Este: Ciria         |
| Suroeste: Almazul                              | Sur: Quiñonería         | Sureste: Reznos     |

Dos espacios incluidos en la Red Natura 2000 afectan a este municipio:
- Lugar de Interés Comunitario conocido como Encinares de Sierra del Costanazo, ocupando 896 hectáreas, el 17 % de su término.[1]
- Zona Especial Protección de Aves conocida como Altos Campos de Gómara que incluye la totalidad del municipio.[2]

## Historia
El censo de Pecheros de 1528, en el que no se contaban eclesiásticos, hidalgos y nobles, registraba la existencia de 56 pecheros, es decir unidades familiares que pagaban impuestos. En el documento original figura como Torrubia, formando parte del Sexmo de Arciel. 
A la caída del Antiguo Régimen la localidad se constituye en municipio constitucional, entonces conocido como Torrubia en la región de Castilla la Vieja, partido de Soria que en el censo de 1842 contaba con 55 hogares y 272 vecinos. Hacia mediados del siglo XIX, el lugar tenía unas 60 casas. La localidad aparece descrita en el decimoquinto volumen del Diccionario geográfico-estadístico-histórico de España y sus posesiones de Ultramar de Pascual Madoz de la siguiente manera:

TORRUBIA: l con ayunt. en la prov. y part. jud. de Soria (5 leg.), aud. terr. y c. g. de Burgos (23) dióc. de Osma. sit. en llano y circundado de montes y sierras que le resguardan de los vientos en todas direcciones: su clima es sano: tiene 60 casas; la consistarial; escuela de instruccion primaria, frecuentada por 14 alumnos, á cargo de un maestro, sacristan y secretario de ayunt., dotado con 2l fan. de trigo; una fuente de buenas aguas; una igl. parr. (San Miguel) servida por un cura, cuya plaza es de primer ascenso y de provision real y ordinaria. El térm. confina con los de Portillo, Tordesalas, Reznos y Ciria: el terreno que participa de quebrado y llano, es de buena calidad: caminos: los locales y que desde Aragon conduce á Almazan: prod.: cereales, legumbres, leñas de combustible, y buenos pastos, con los que se mantiene ganado lanar, cabrío, mular y asnal: ind.: la agrícola: comercio: esportacion del sobrante de frutos, ganado y lanar, é importacion de los art. que faltan. pobl.: 55 vec., 272 almas. cap. imp.: 40,145 rs. 16 mrs.
(Madoz, 1849, p. 115)

A mediados del siglo XIX crece el término del municipio porque incorpora a Tordesalas.
Hasta la reforma de la nomenclatura municipal de 1916 el municipio se llamaba simplemente Torrubia. En dicha fecha su nombre fue modificado por el de Torrubia de Soria. A finales del siglo XX crece el término del municipio porque incorpora a Sauquillo de Alcázar.
El 29 de enero de 2010 Torrubia se dio a conocer a escala nacional al aprobar su ayuntamiento, presidido por María Ángeles Delso (PP) con 25 votos a favor y 11 en contra, sin ninguna abstención, la solicitud para emplazar en el municipio el almacén temporal de residuos nucleares de alta y media actividad (ATC).

A consecuencia de las fuertes tensiones generadas en el municipio debido a la candidatura de Torrubia como sede del ATC, la alcaldesa Delso se vio obligada a dimitir.

## Demografía
Cuenta con una población de 56 habitantes (INE 2024).
| Gráfica de evolución demográfica de Torrubia de Soria entre 1842 y 2021 |
| |
| Población de derecho según los censos de población del INE Población de hecho según los censos de población del INEEn estos censos se denominaba Torrubia: 1842, 1857, 1860, 1877, 1887, 1897, 1900 y 1910 Entre el censo de 1857 y el anterior, crece el término del municipio porque incorpora a 425110 (Tordesalas) Entre el censo de 1981 y el anterior, crece el término del municipio porque incorpora a 42170 (Sauquillo de Alcázar) |

### Población por núcleos

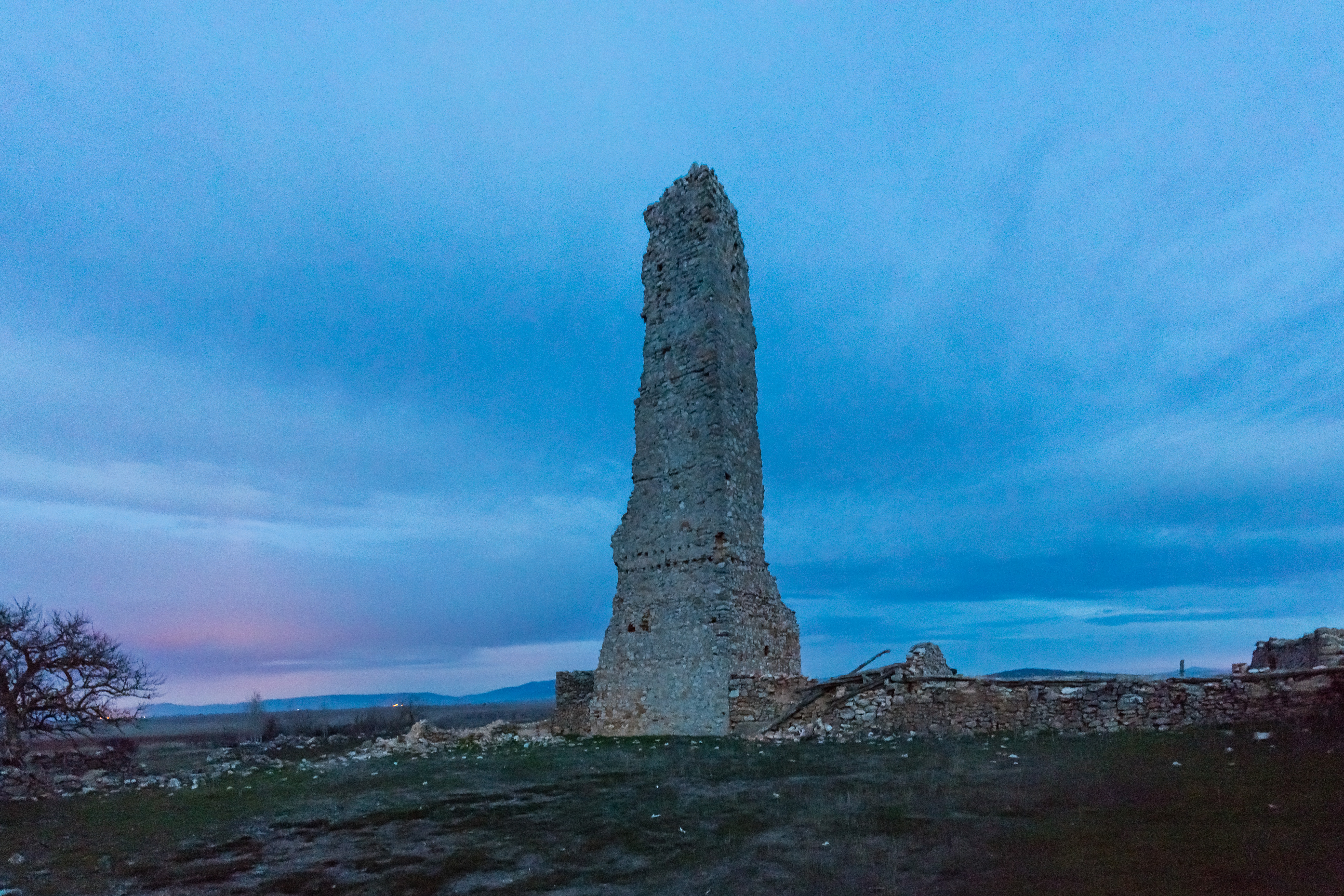
Restos de la torre de Tordesalas, declarada bien de interés cultural.

| Núcleos              | Habitantes (2000) | Habitantes (2010) |
| -------------------- | ----------------- | ----------------- |
| Torrubia de Soria    | 79                | 55                |
| Sauquillo de Alcázar | 12                | 11                |
| Tordesalas           | 4                 | 6                 |